# Clàssica de Sant Sebastià 1989
La Clàssica de Sant Sebastià 1989, 9a edició de la Clàssica de Sant Sebastià, és una cursa ciclista que es va disputar el 12 d'agost de 1989 sobre un recorregut de 244 km. La cursa formà part de la Copa del món de ciclisme.
Van prendre la sortida 182 corredors, dels quals 159 finalitzaren la cursa.
El vencedor final fou l'austríac Gerhard Zadrobilek, de l'equip 7 Eleven-Wamasch, que s'imposà en solitari a la meta de Sant Sebastià. Acabaren segon i tercer respectivament l'espanyol Francisco Antequera (BH) i el suís Tony Rominger (Chateau d'Ax).

## Classificació general
|    | Ciclista              | Equip               | Temps      |
| -- | --------------------- | ------------------- | ---------- |
| 1  | Gerhard Zadrobilek    | 7 Eleven-Wamasch    | 6h 24' 10" |
| 2  | Francisco Antequera   | BH                  | + 2' 05"   |
| 3  | Tony Rominger         | Chateau d'Ax        | m. t.      |
| 4  | Charly Mottet         | R.M.O.              | + 2' 09"   |
| 5  | Jesús Rodríguez Magro | Reynolds-Banesto    | m. t.      |
| 6  | Jean-Claude Leclercq  | Helvetia-La Suisse  | m. t.      |
| 7  | Gert-Jan Theunisse    | PDM-Ultima-Concorde | m. t.      |
| 8  | Andrew Hampsten       | 7 Eleven-Wamasch    | m. t.      |
| 9  | Juan Martínez Oliver  | Lotus-Zahor         | m. t.      |
| 10 | Julián Gorospe Artabe | Reynolds-Banesto    | m. t.      |